# Keith Harrison
Keith John Harrison (* 28. März 1933 in Birmingham) ist ein ehemaliger britischer Radrennfahrer.

## Sportliche Laufbahn
Harrison war im Bahnradsport aktiv. Er war Teilnehmer der Olympischen Sommerspiele 1956 in Melbourne. Im Sprint unterlag er im Vorlauf gegen Jack Disney.
Bei den Commonwealth Games 1954 in Vancouver gewann er die Silbermedaille im Punktefahren und die Bronzemedaille im Zeitfahren. 1955 siegte er in der Champion of Champions Trophy, dem bedeutendsten internationalen Sprintturnier in Großbritannien. Bei den nationalen Meisterschaften im Sprint der Amateure wurde er 1955 und 1958 Vizemeister hinter Lloyd Binch, 1957 kam er auf den dritten Rang. 1966 wurde er Vizemeister im Punktefahren.